# Prodel-Kojen-Schichtkamm

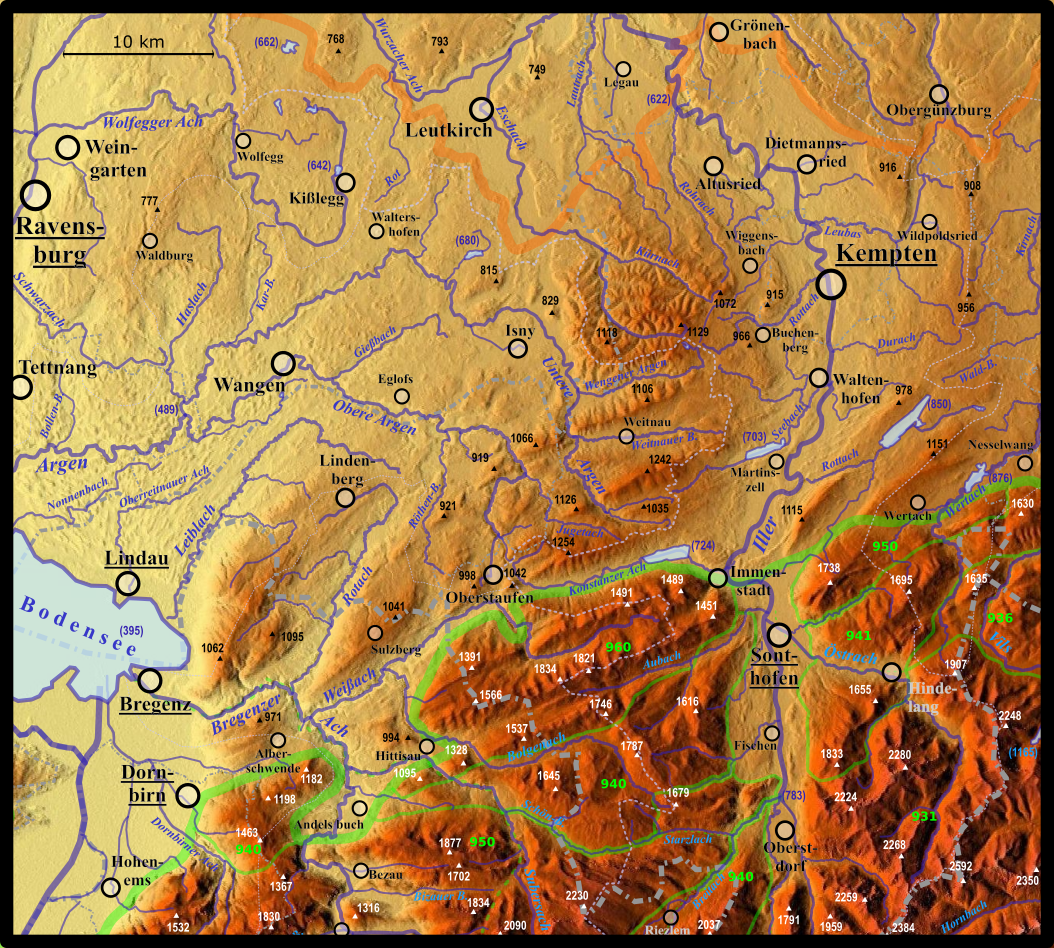
Die nördliche Nagelfluhkette bildet den Naturraum 960.0; Der Prodel-Kojenschichtkamm verläuft südlich des Konstanzer Tals zwischen Oberstaufen und Immenstadt im Allgäu; Legende siehe Bildbeschreibungsseite

Der Prodel-Kojen-Schichtkamm ist eine Gebirgsgruppe und ein Naturraum der Allgäuer Alpen im bayerischen Landkreis Oberallgäu und im österreichischen Vorarlberg. Er ist die nördlichste der drei parallelen, nach Südwesten streichenden Nagelfluhketten. Der Prodel-Kojen-Schichtkamm erreicht an der Eckhalde 1491 m ü. NHN und am Immenstädter Horn 1489 Meter.

## Definition
Der Prodel-Kojen-Schichtkamm ist ein Naturraum der Allgäuer Alpen. Der Kamm verläuft südlich des Konstanzer Tals zwischen Oberstaufen und Immenstadt im Allgäu. Er ist die nördliche Grenze des Naturparks Nagelfluhkette. Hansjörg Dongus gliedert ihn auf Blatt 187/193 Lindau/Oberstdorf als 960.0 bei den Allgäuer Nagelfluh-Schichtkämmen ein. Der Naturraum erfasst den Prodel-Schichtkamm und den Kojen-Schichtkamm, die durch den Fluss der Weißach geographisch getrennt werden. Das Tal der Weißach ist die südliche Grenze zur Hochgratkette.
Der Prodel-Schichtkamm liegt vollständig im Bayerischen Landkreis Oberallgäu, der Kojen-Schichtkamm liegt zu etwa gleichen Teilen in Bayern und im österreichischen Vorarlberg.

## Naturräumliche Gliederung
Der Prodel-Kojen-Schichtkamm gliedert sich wie folgt:
- (zu 960 Allgäuer Nagelfluh-Schichtkämme)
  - 960.0 Prodel-Kojen-Schichtkamm (= 020-03 bei LfU)[4]
    - 960.00 Prodel-Schichtkamm (an der Eckhalde (Muttner Höhe) 1491 m)
    - 960.01 Kojen-Schichtkamm (an der Fluh 1391 m)
    - 960.02 Weißachtal

## Geologie
Siehe Abschnitt Geologie im Artikel Hochgratkette, die dortigen Ausführungen gelten auch für den Prodel-Kojen-Schichtkamm.